# Kortejärvi (sjö i Finland, Norra Österbotten, lat 65,45, long 28,33)
Kortejärvi är en sjö i Finland. Den ligger i kommunen Taivalkoski i landskapet Norra Österbotten, i den nordöstra delen av landet, 600 km norr om huvudstaden Helsingfors. Kortejärvi ligger 226,1 meter över havet. Arean är 1,23 kvadratkilometer och strandlinjen är 5,89 kilometer lång. Sjön  ingår i Ijo älvs huvudavrinningsområde. 